# Kwas fosfinowy
Kwas fosfinowy, kwas podfosforawy (nazwa Stocka: kwas fosforowy(I)), HPH
2O
2 – nieorganiczny związek chemiczny z grupy kwasów tlenowych, w którym fosfor występuje na I stopniu utlenienia. Jego sole i estry to fosfiniany (podfosforyny).

## Budowa

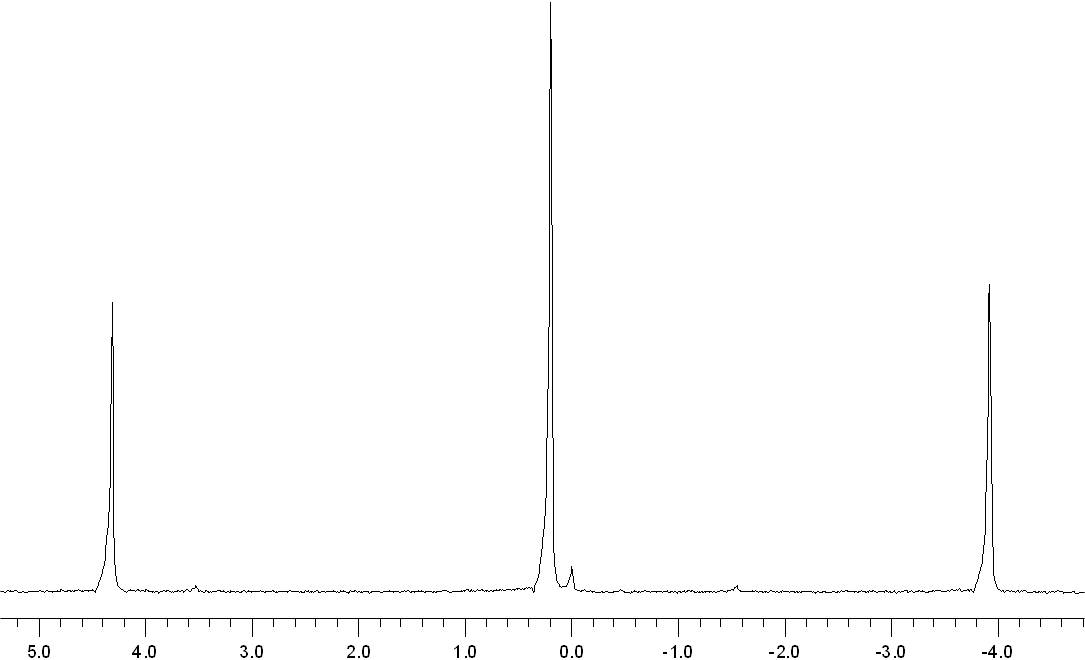
Widmo ^{31}P NMR kwasu fosfinowego w pirydynie

W cząsteczce kwasu fosfinowego dwa atomy wodoru przyłączone są bezpośrednio do atomu fosforu i nie ulegają dysocjacji elektrolitycznej w łagodnych warunkach. W efekcie oddysocjować może tylko jeden proton (z grupy hydroksylowej), dlatego jest kwasem jednozasadowym. Sygnał fosforu na widmie 31P NMR wykazuje charakterystyczne rozszczepienie na tryplet o stałej sprzężenia 1JPH rzędu 500 Hz.

## Otrzymywanie
Kwas fosfinowy można otrzymać przez ogrzewanie białego fosforu w alkaliach, a następnie zakwaszenie uzyskanych roztworów fosfinianów:
P
4 + 4OH−
 + 4H
2O  →  4PH
2O−
2 + 2H
2↑
PH
2O−
2 + H+
  →  HPH
2O
2
Fosfiniany można też wyizolować i prowadzić reakcję na czystej soli, np. działając kwasem siarkowym na podfosforyn baru:
Ba(PH
2O
2)
2 + H
2SO
4 → BaSO
4↓ + 2HPH
2O
2
Z roztworów nie można go wydzielić w czystej postaci przez odparowanie ze względu na nietrwałość. Można go jednak uzyskać przez wielokrotną ekstrakcję roztworu wodnego eterem dietylowym.

## Właściwości
Jest to białe, krystaliczne ciało stałe lub bezbarwna oleista ciecz, bardzo dobrze rozpuszczalne w wodzie. Ma silne właściwości redukujące.
Ciepło tworzenia tego związku wynosi –609 kJ/mol.

## Zastosowanie
Wykorzystuje się go w preparatyce organicznej np. do redukcji soli diazoniowych do arenów. Może być także wykorzystywany do fosfinylacji alkoholi i nukleozydów, dając w efekcie estry H-fosfinianowe, siarkowane następnie do odpowiednich H-tiofosfonianów, będących prekursorami do uzyskiwania np. diestrów ditiofosforanowych:
ROH + HO−P(O)H
2 + PvCl → RO−P(O)H
2 + HCl + PvOH
RO−P(O)H
2 + S → RO−PH(O)SH
RO−P(O)H
2 + ROH + PvCl → (RO)
2PH(S)
(RO)
2PH(S) + S → (RO)
2P(S)(SH)